# Schaft (Architektur)

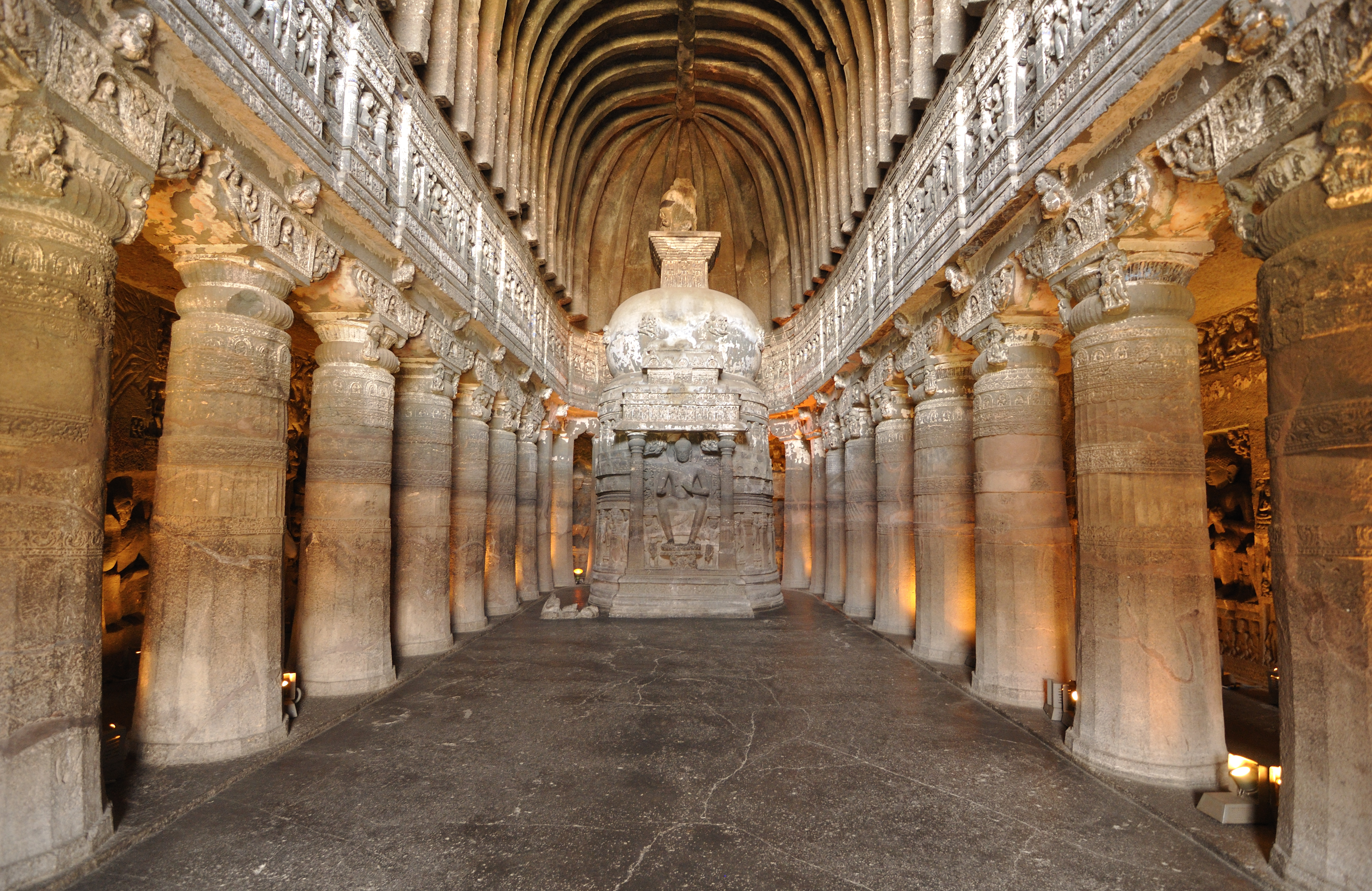
Unterschiedlich gestaltete Säulenschafte in Ajanta

Der Schaft ist der tragende und notwendige Bestandteil einer Säule; er kann einen runden oder polygonalen Querschnitt haben und auf verschiedene Weise gestaltet sein.

## Beispiele
- In der antiken griechischen Architektur ist der Schaft meist mit einer leichten Schwellung, der Entasis, versehen, die aber nie dessen größten Umfang überschreitet.
- Klassische Säulenschäfte sind glatt oder durch eine Kannelierung geschmückt.

Aufwendigere Dekorationen finden sich bei ägyptischen, romanischen oder gotischen Säulen.
- Die „Knotensäule“ ist eine romanische Säule, deren Schaft die Form eines Knotens hat. Es gibt auch Knotensäulen oder „verschlungene Säulen“ in Form eines Säulenbündels, bei dem die Säulen scheinbar miteinander verflochten sind. Diesen Säulen wurde apotropäische Wirkung nachgesagt.
- „Gedrehte Säulen“ haben einen spiralförmig gedrehten Schaft. Diese Form ist in der Romanik beliebt. Im Barock machte Gianlorenzo Bernini die gedrehten Säulen mit dem Baldachin des Hauptaltars im Petersdom wieder populär.
- Werden kämpfende Tiere auf dem Schaft dargestellt, spricht man von einer Bestiensäule.
- Bei einer „bossierten“ oder „rustizierten“ Säule besteht der Schaft aus Bossenwerk, das in mehr oder weniger stilisierter Form grob behauene, aufeinander geschichtete Natursteine nachahmt.

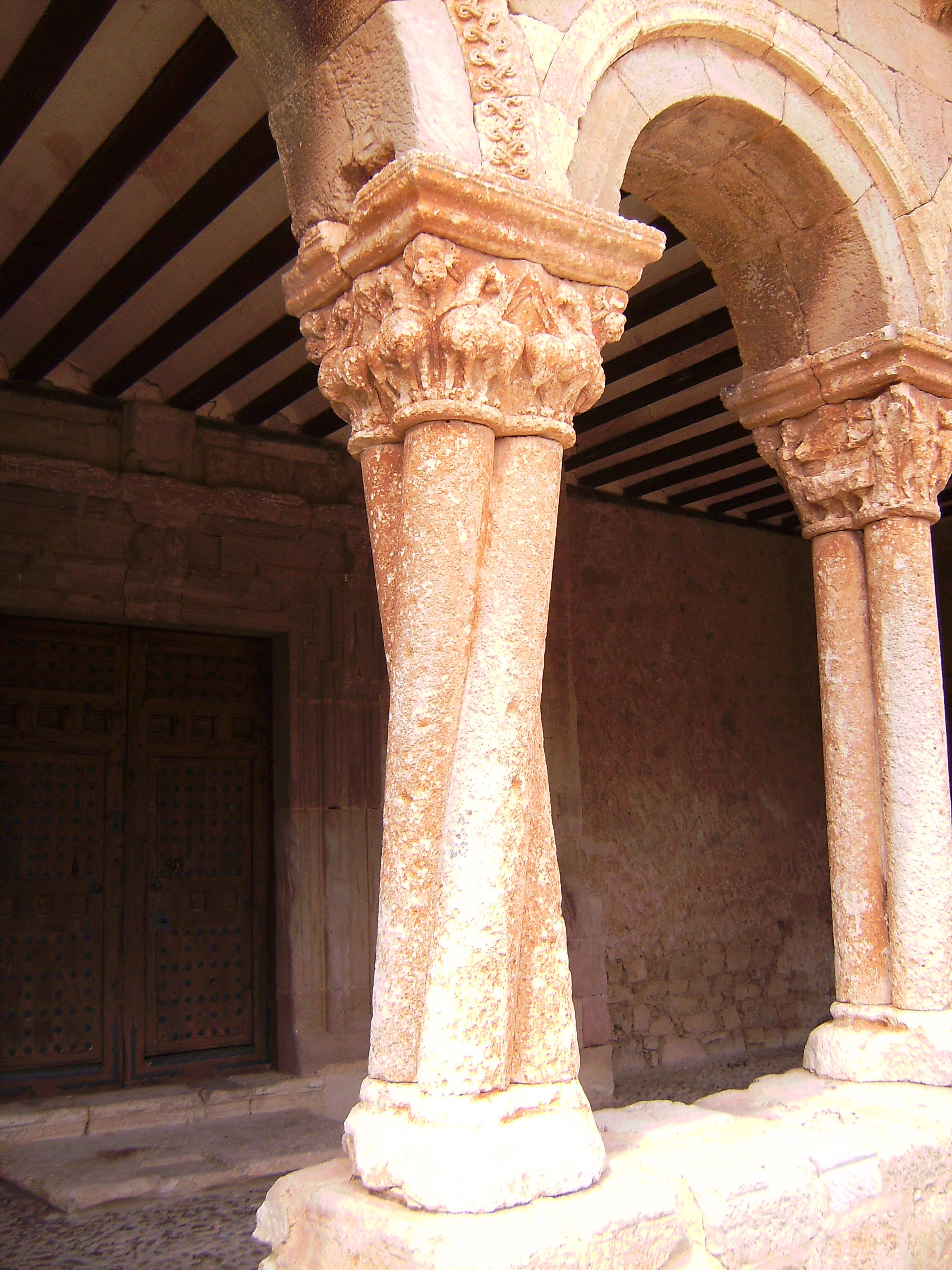
Verschlungene Säulen (San Pedro (Caracena))
Knotensäulen am Portal eines Karners (Mödling)
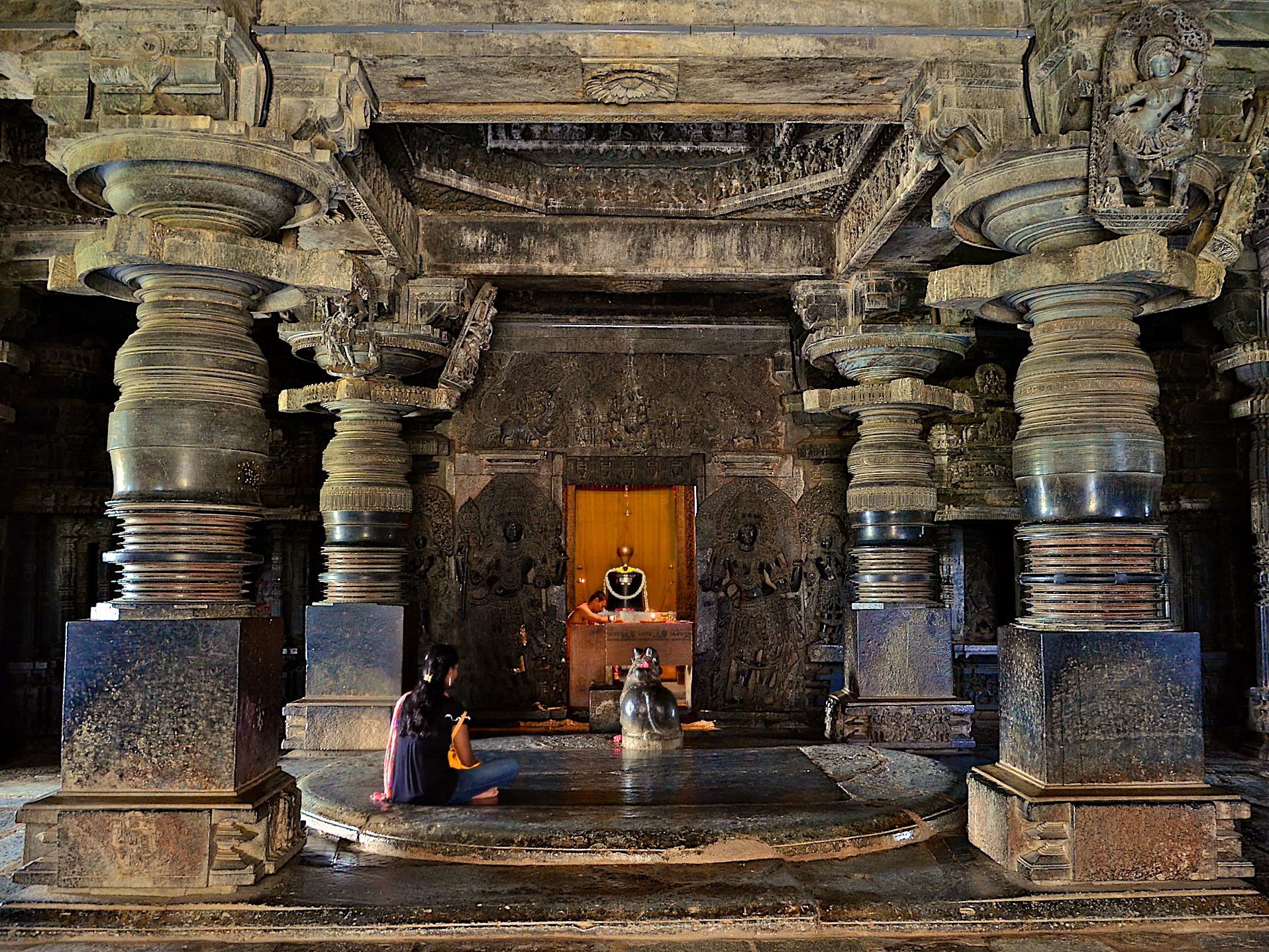
Gedrechselte Säulenschäfte in Halebidu
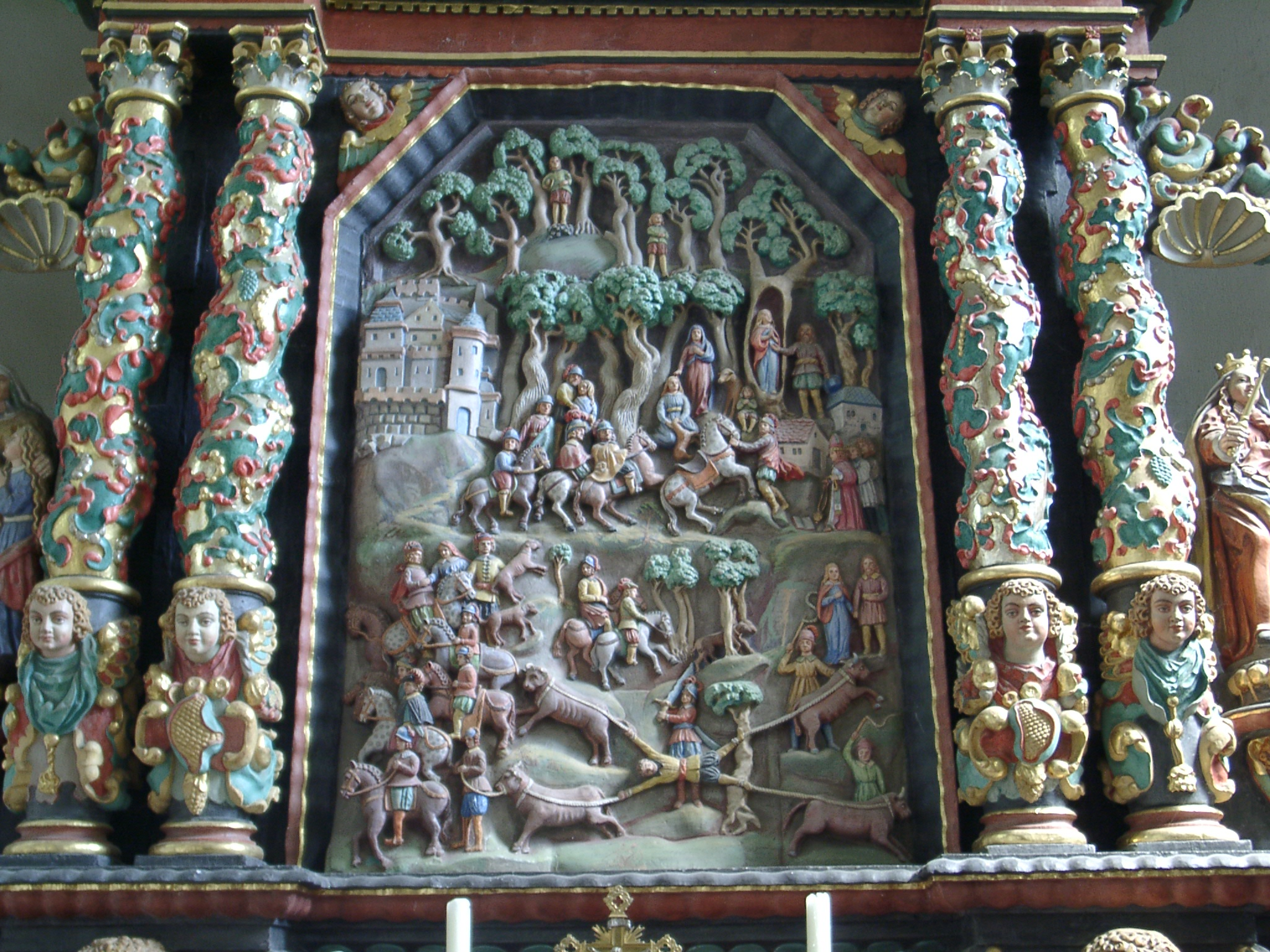
Gedrehte Säulen am Altar der Fraukirch
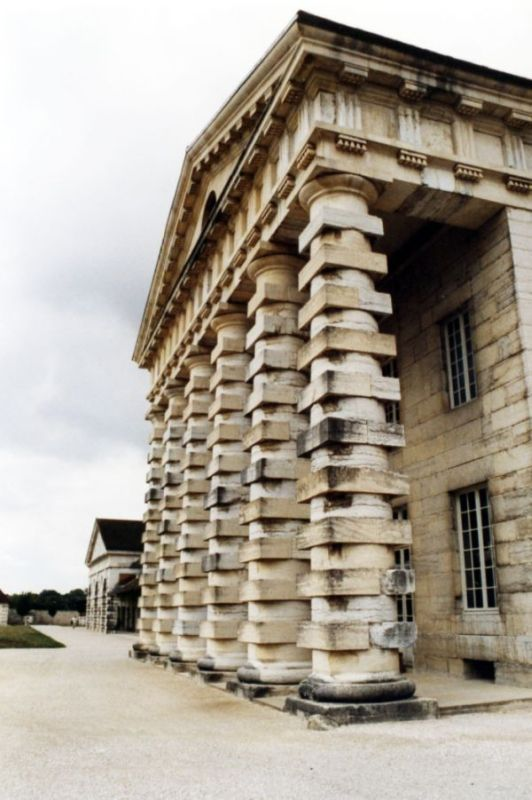
Bossierte Säule (Königliche Saline in Arc-et-Senans)